# Jauja (pel·lícula)
Jauja és una pel·lícula de drama històric coproduïda internacionalment l'any 2014, coescrita i dirigida per Lisandro Alonso. Va competir a la secció Un certain regard del Festival de Cannes 2014, on va guanyar el Premi FIPRESCI. S'ha subtitulat al català.

## Sinopsi
Els antics deien que Jauja era una terra mitològica plena d'abundància i felicitat. Moltes expedicions l'han anat a buscar, però totes s'han perdut pel camí.

## Repartiment
- Viggo Mortensen com a Gunnar Dinesen
- Ghita Nørby com a dona a la cova
- Viilbjørk Malling Agger com a Ingeborg Dinesen
- Adrián Fondari com el tinent Pittaluga
- Esteban Bigliardi com a Angel Milkibar
- Brian Patterson com a home gos